# Happy Valley (Tianjin)
Pour les articles homonymes, voir Happy Valley.
Happy Valley est un parc d'attractions ouvert le 27 juillet 2013 et situé dans le district de Dongli de la municipalité de Tianjin en Chine.

## Histoire
Le propriétaire du parc, OCT, possède tous les parcs d'attractions Happy Valley ainsi que de nombreux centres de loisirs chinois. OCT est un conglomérat entre le privé et le public qui réalise de grands projets immobiliers dont la première étape est les Happy Valley. Leur concept est d'acheter de très grands terrains en périphérie des grandes mégapoles du pays, si possible bien desservis par les transports. Ils utilisent ensuite une parcelle du terrain pour y construire un parc d'attractions. Si celui-ci rencontre le succès, des chantiers de zones résidentielles sont alors entamés.

## Le parc d'attractions

### Montagnes russes
| Nom                 | Type                     | Constructeur      | Année |
| ------------------- | ------------------------ | ----------------- | ----- |
| Crazy Bird          | Acier / El Loco          | S&S Arrow         | 2013  |
| Fjord Flying Dragon | Montagnes russes en bois | The Gravity Group | 2013  |
| Mini Roller Coaster | Montagnes russes junior  | Zamperla          | 2013  |
| Volcano Exploration | Acier à double voie      |                   | 2013  |

### Attractions aquatiques
| Nom | Type | Constructeur | Année |
| --- | ---- | ------------ | ----- |

### Parcours scéniques
| Nom | Type | Constructeur | Année |
| --- | ---- | ------------ | ----- |

### Autres attractions
| Nom | Type | Constructeur | Année |
| --- | ---- | ------------ | ----- |